# Anchor Islands
Die Anchor Islands sind eine unbewohnte Inselgruppe in der Great Barrier Reef World Heritage Area im Korallenmeer. Die Inseln zählen zur Gruppe der Cumberland Islands des australischen Bundesstaats Queensland.
Die Inselgruppe liegt im Westen der Cumberland Islands, rund 30 Kilometer vor der Küste des ostaustralischen Festlands. Etwa sieben Kilometer nordöstlich befinden sich die Lindeman Islands, knapp fünf Kilometer südöstlich die Sir James Smith Islands.
Mit einer Fläche von rund zwei Quadratkilometern ist die langgestreckte Blacksmith Island die größte Insel der Gruppe. 

## Inseln
Zu den Anchor Islands gehören folgende Inseln:
| Inselname          | Aliasname | Koordinaten           | Fläche |
| ------------------ | --------- | --------------------- | ------ |
| Anchorsmith Island |           | 20° 37′ S, 149° 04′ O | 0,01   |
| Anvil Island       |           | 20° 38′ S, 149° 04′ O | 0,01   |
| Blacksmith Island  |           | 20° 38′ S, 149° 04′ O | 2,00   |
| Hammer Island      |           | 20° 39′ S, 149° 03′ O | 0,68   |
| Ladysmith Island   |           | 20° 39′ S, 149° 05′ O | 0,71   |
| Bellows Island     |           | 20° 40′ S, 149° 04′ O | 0,02   |
| Pincer Island      |           | 20° 41′ S, 149° 06′ O | 0,03   |